# Institut Polytechnique de Paris
Institut Polytechnique de Paris(IP Paris)는 프랑스 팔레조에 위치한 공립 공과대학교이다. 에콜 폴리테크니크를 중심으로 설립되었으며, 에콜 폴리테크니크를 포함 총 6개의 그랑제콜로 구성되어 있다.